# Burger fils

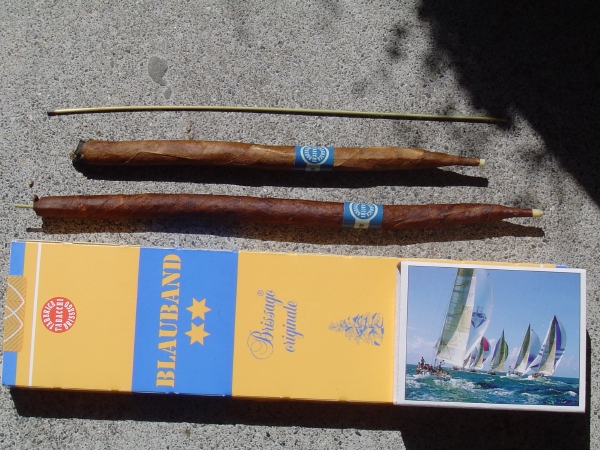
Brissago originale, marque possédée par Burger Fils.

Burger Fils, appelée en allemand Burger Söhne AG, est une entreprise suisse fabricant des cigares.

## Histoire
Fondée en 1864 par Rudolf Burger, elle rachète en 1988 l'entreprise allemande Dannemann de Lübbecke et devient ainsi le troisième producteur mondial de cigares. 
Elle continue sa croissance dans les années suivantes : en 1999 avec l'entreprise tessinoise Fabbrica Tabacchi Brissago SA, puis en 2010 avec la reprise de Kägi Söhne AG à Lichtensteig.

## Marques
Parmi les marques possédées par Burger fils, on peut citer Rössli, Dannemann, Al Capone, Weekend, Meccarillos, Ormond, Fivaz, Churchill, Huifkar, Blauband, Brissago, Bündner, Monopol, Pedroni, Nazionale, Toscanelli et Garibaldi.